# Phyllanthus squamifolius
Phyllanthus squamifolius är en emblikaväxtart som först beskrevs av João de Loureiro, och fick sitt nu gällande namn av Jonathan S. Stokes. Phyllanthus squamifolius ingår i släktet Phyllanthus och familjen emblikaväxter.
Artens utbredningsområde är Vietnam. Inga underarter finns listade i Catalogue of Life.